# Florenci Clavé i Jové
Florenci Clavé i Jové (Barcelona, 26 de març de 1936 - Madrid, 1 d'agost de 1998) va ser un historietista català, germà gran de la també historietista Montse Clavé.
Va treballar fonamentalment pel mercat francès. Va treballar pel mercat britànic a través de Seleciones Ilustradas. I també va crear sèries en català per a la revista "L'Infantil" (Tretzevents), com Les aventures del savi de Vallvidrera (amb Dr. Calbot) i Un viatge en globus.

## Biografia
Amb 19 any publicà per primer cop un dibuix a la revista Alex.
Establert a França, publicà a partir de 1966 a les revistes "Pilote", "Charlie Mensuel" o "Circus" sèries com Remi Herphelin, amb temàtica de submarins.
L'any 1978 Florenci Clavé s'establí a Madrid, on va publicar noves obres, com Cròniques de la III Guerra Mundial per la revista El Papus, i publicà a El Víbora i Pulgarcito; tot i que majorment va seguir treballant per a la indústria francesa. L'any 1985 publicà el llibre Què és l’autonomia, editat per la Generalitat Valenciana. El 1986 va ser premiat al Saló Internacional del Còmic de Angulema per Sang d'Armenie, realitzada en col·laboració amb Guy Vidal. I en aquest temps començà a treballar, a més, pel mercat escandinau amb sèries com Django.
En 1992 va començar la trilogia Voyages en amertume. Després de la seva defunció en 1998, ha rebut diversos homenatges, com a l'Expocómic de 2006.

## Obra
- 1963 El savi de Vallvidrera, a L'Infantil (Tretzevents)
- 1970 El Quixot, L'Infantil (Tretzevents)
- 1980 La bande á Bonnot amb guió de Christian Godard, a Glénat
- 1981 Crónicas de la III Guerra Mundial, a El Papus. Reeditada l'any 1982 per "Ediciones de la Torre en format àlbum.[5]
- 1982 Top secret, a El Papus[1]
- 1984 Noves aventures del Savi de Vallvidrera, a Tretzevents
- 1984 Scanner, a "El Papus"
- 1985 L'Arca de Noé, a Tretzevents
- 1985 Django
- 1986 La Guerra Civil Española a la revista Cimoc de Norma Editorial, col·lectiva
- 1986 El cartero siempre llama dos veces, adaptació de la novel·la de James M. Cain (Semic Press).
- 1991 Alias Lazaro a la revista Cimoc de Norma Editorial
- 1992 La perle de Marka
- 1993 Quand le Nil deviendra rouge
- 1994 Sable et neige
- 1995 Opera
- 1998 Barra casi libre, a "¡A las Barricadas!" (Interviú).

Recentment Edicions Glenat va editar de nou tres obres seves: "Corre hombre, corre", "El cartero siempre llama dos veces" i "Sangre armenia".